# چیپ و دیل: تکاوران نجات (مجموعه تلویزیونی)
چیپ و دیل: تکاوران نجات (به انگلیسی: Chip 'n Dale: Rescue Rangers) یک مجموعه تلویزیونی پویانمایی کمدی ماجراجویی آمریکایی است که توسط انیمیشن تلویزیونی دیزنی تولید شده‌است. این فیلم که توسط تد استونز و آلن زاسلو ساخته شده، شخصیت‌های تثبیت شده چیپ و دیل از دیزنی را در محیطی جدید به نمایش گذاشت. این سریال در ۴ مارس ۱۹۸۹ در شبکه دیزنی پخش شد، که پیش از آن یک اپیزود در ۲۷ اوت ۱۹۸۸ به عنوان پیش نمایش پخش شده بود. این مجموعه در سپتامبر ۱۹۸۹ با یک ویژه دو ساعته به نام تکاوران نجات: برای نجات ادامه یافت که بعداً به پنج قسمت تقسیم شد تا به عنوان بخشی از برنامه روزهای هفته پخش شود. قسمت آخر در ۱۹ نوامبر ۱۹۹۰ پخش شد. یک فیلم متافیکشنال با همین نام درقالب ترکیبی لایو اکشن/پویانمایی در ۲۰ مه ۲۰۲۲ در دیزنی پلاس منتشر شد.